# Synelmis acuminata
Synelmis acuminata is een borstelworm uit de familie Pilargidae. Het lichaam van de worm bestaat uit een kop, een cilindrisch, gesegmenteerd lichaam en een staartstukje. De kop bestaat uit een prostomium (gedeelte voor de mondopening) en een peristomium (gedeelte rond de mond) en draagt gepaarde aanhangsels (palpen, antennen en cirri).
Synelmis acuminata werd in 1986 voor het eerst wetenschappelijk beschreven door Wolf.